# São Miguel (Tresminas)
São Miguel von Tresminas ist eine einschiffige romanische Kirche in Tresminas östlich von Vila Pouca de Aguiar im Norden Portugals.
Das Fassadenmauerwerk ist mit Konsolen verziert. Die Kirche hat einen doppelten Glockengiebel und ein gebrochenes Spitzbogenportal. Kennzeichnend ist die Ungezwungenheit, mit der man das Zugangsproblem zum Glockengiebel durch eine Außentreppe mit Absatz und Zugang zur Empore löste.

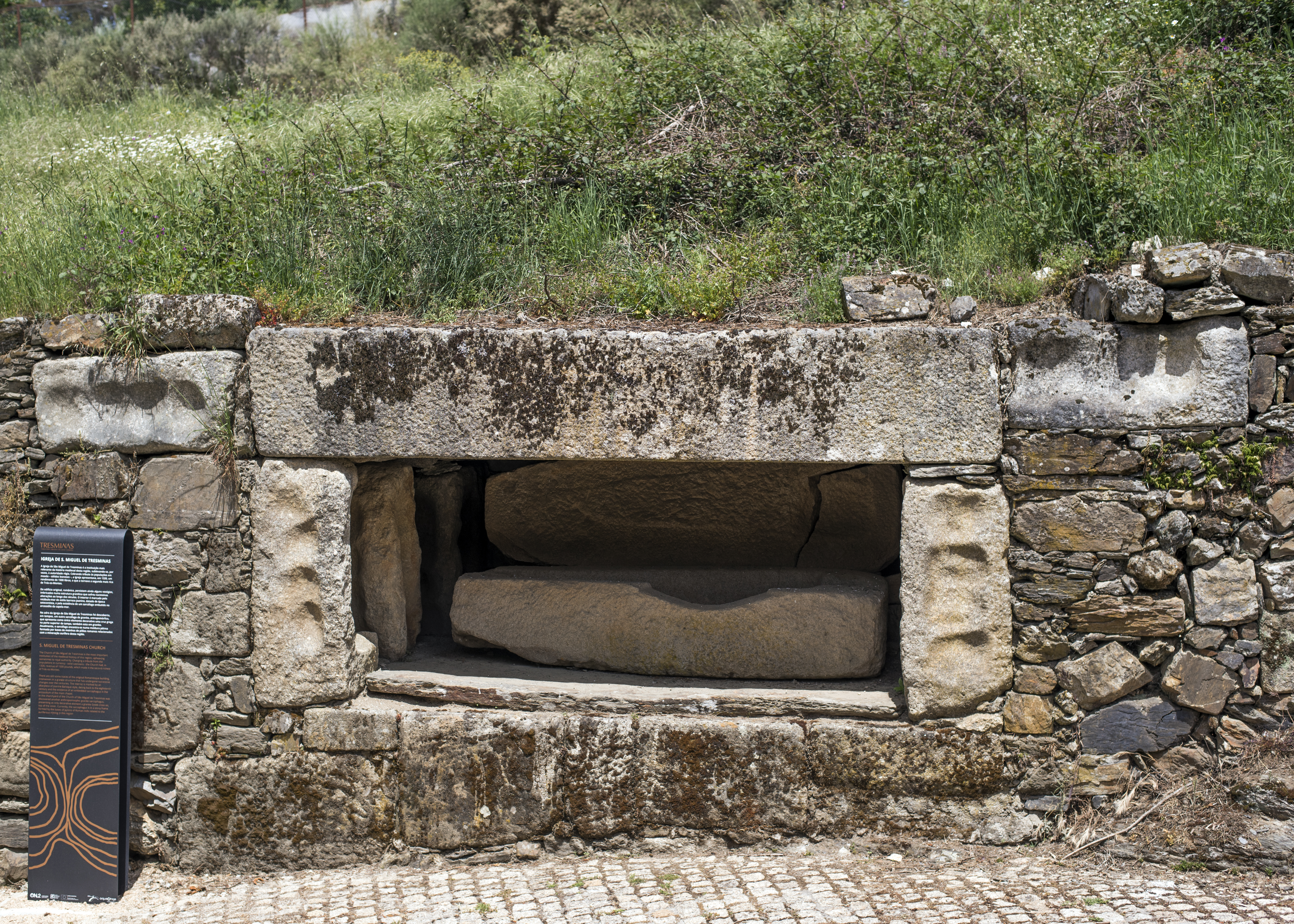
Mittelalterlicher Sarkophag außerhalb der Kirche

Die romanische Kirche von großer Einfachheit. Für die Errichtung wurden zahlreiche antik zugehauene Steinblöcke aus den römischen Goldbergwerken Tresminas, nach denen der heutige Ort benannt ist, verwendet. Im Inneren befinden sich ein barockes Altarbild im johanneischen Stil und Holzdecken.